# Buj-Tur Stanisławów
Buj-Tur Stanisławów (ukr. КС "Буй-Тур" Станиславів) – ukraiński klub piłkarski z siedzibą w mieście Stanisławów (obecnie Iwano-Frankiwsk na Ukrainie), założony na początku 1922 przez społeczność ukraińską. Rozwiązany w 1926.

## Historia
Piłkarska drużyna Buj-Tur została założona w Stanisławowie na początku 1922 roku. To właśnie wiosną tego roku liderzy "Buj-Tura" po raz pierwszy ogłosili swoje istnienie szerszej opinii publicznej we Lwowie, gdzie wraz z przedstawicielami czterech innych przedwojennych ukraińskich stowarzyszeń regionu postanowili zjednoczyć się w Ukraiński Sportowy Sojusz. Nazwa klubu pochodzi od imienia księcia Buj-Tura Wsiewołoda, bohatera znanej poezji czasów starożytnej Rusi Kijowskiej "Słowo o wyprawie Igora".
Radny miejski Omelan Karatnycki sprawował nadzór finansowy i administracyjny nad zespołem przez cały okres jego istnienia.
Pierwsze piłkarskie mistrzostwa Ukraińskiego Sportowego Sojuszu, w których brali udział piłkarze klubu, odbyły się w 1924 roku. W dwurundowym turnieju przeciwnikami Buj-Tura byli zawodnicy lwowskiej Ukrainy i przemyskiego Berkuta. Z nieznanych powodów klub rozgrywał mecze u siebie w mistrzostwach na neutralnych boiskach – w Kałuszu (dwukrotnie) i we Lwowie. W rezultacie drużyna Stanisławowa zajęła 2. miejsce w mistrzostwach, za bardziej doświadczonymi piłkarzami "Ukrainy".
Ponieważ Buj-Tur był członkiem Ukraińskiego Sportowego Sojuszu, zgodnie z obowiązującymi przepisami, musiał rywalizować, nawet w meczach towarzyskich, przede wszystkim z drużynami będącymi członkami tego związku. Z tego powodu piłkarze klubu stale odczuwali brak praktyki w grze. Dlatego wielu z nich równoległe występowali w barwach innych piłkarskich drużyn Stanisławowa w lokalnych rozgrywkach.
Najbardziej pamiętnym meczem w krótkiej biografii klubu można nazwać towarzyski mecz we Lwowie z miejscową "Ukrainą" rozegrany 4 maja 1924 roku. W nim zawodnicy Stanisława niespodziewanie pokonali gospodarzy wynikiem 4:0.
W 1925 roku z powodu braku chętnych do rywalizacji drużyn nie odbyły się kolejne mistrzostwa Ukraińskiego Sportowego Sojuszu]. Dlatego też klub ograniczył swoją działalność jedynie do indywidualnych spotkań towarzyskich. W następnym roku, który okazał się ostatnim w historii istnienia klubu, piłkarze ograniczyli się do zaledwie trzech meczów z miejscowymi drużynami stanisławowskimi – dwukrotnie Ukraińcy grali z polską Górką i raz z żydowską Hakoah.
Głód gier, pomnożony przez brak wsparcia finansowego, ostatecznie doprowadził w 1926 roku do zakończenia dalszej działalności klubu. W 1927 roku wielu piłkarzy Buj-Tura utworzyło bazę nowej drużyny "Sokił", utworzonej w Stanisławowie w czytelni Proswita na Górce.
We wrześniu 1939, kiedy wybuchła II wojna światowa, klub przestał istnieć.

## Sukcesy
- Mistrzostwa Ukraińskiego Związku Sportowego:
  - wicemistrz (1x): 1924

## Znani piłkarze
- Mychajło Kosacz
- Mychajło Kopanyki
- Jarema Popel
- Jewstachij Kozło